# Ishiyama-dera

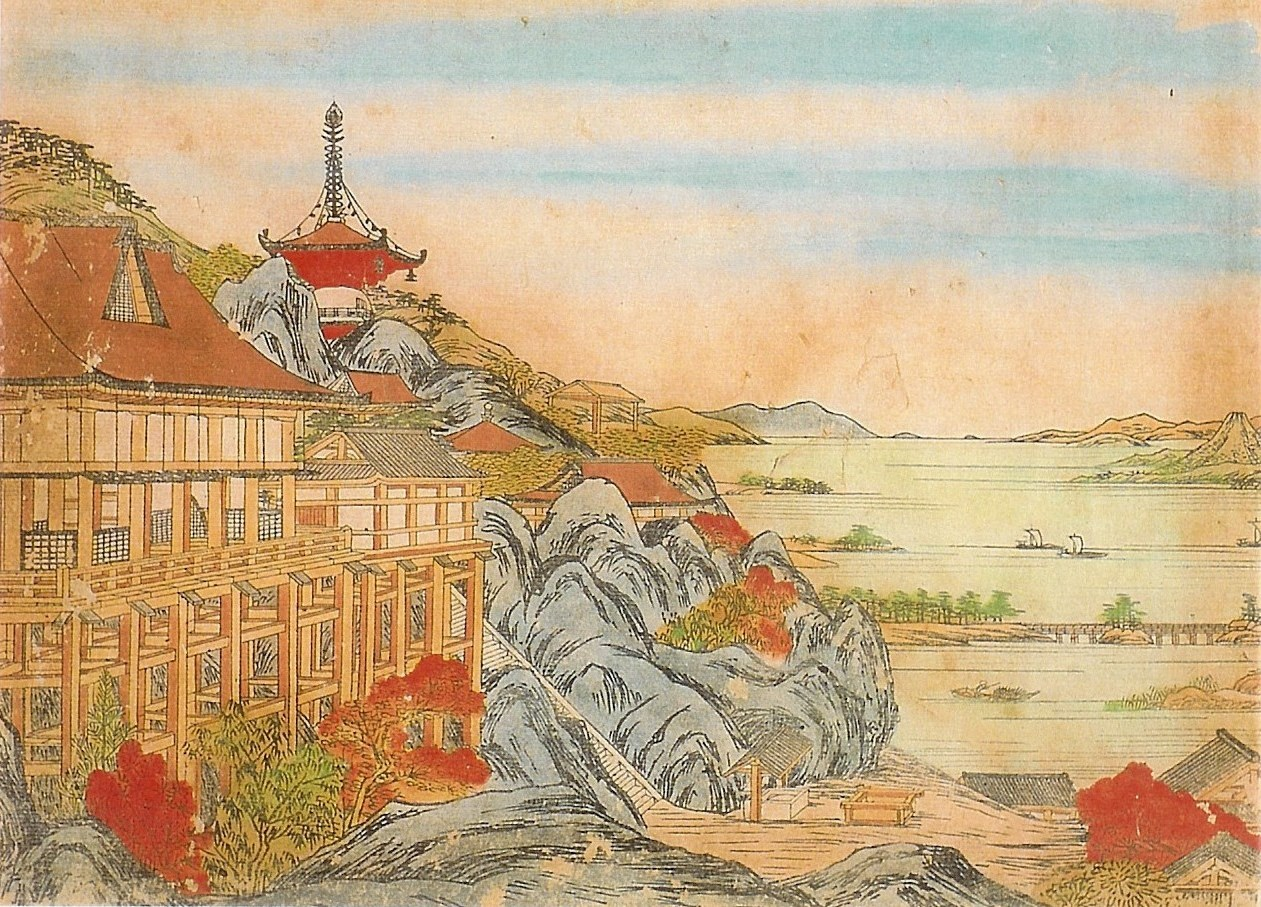
Blick auf das Tempel-Gelände (Maruyama Ōkyo)

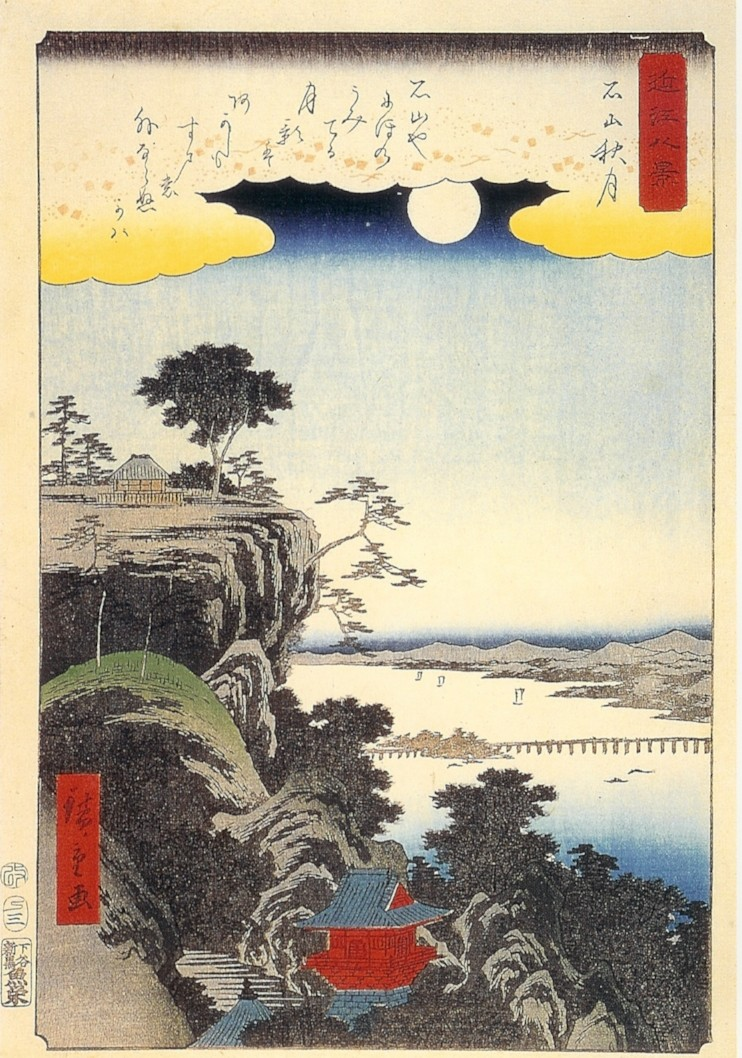
Blick auf den Biwa-See
Aus einer der „Acht Ansichten“ Hiroshiges

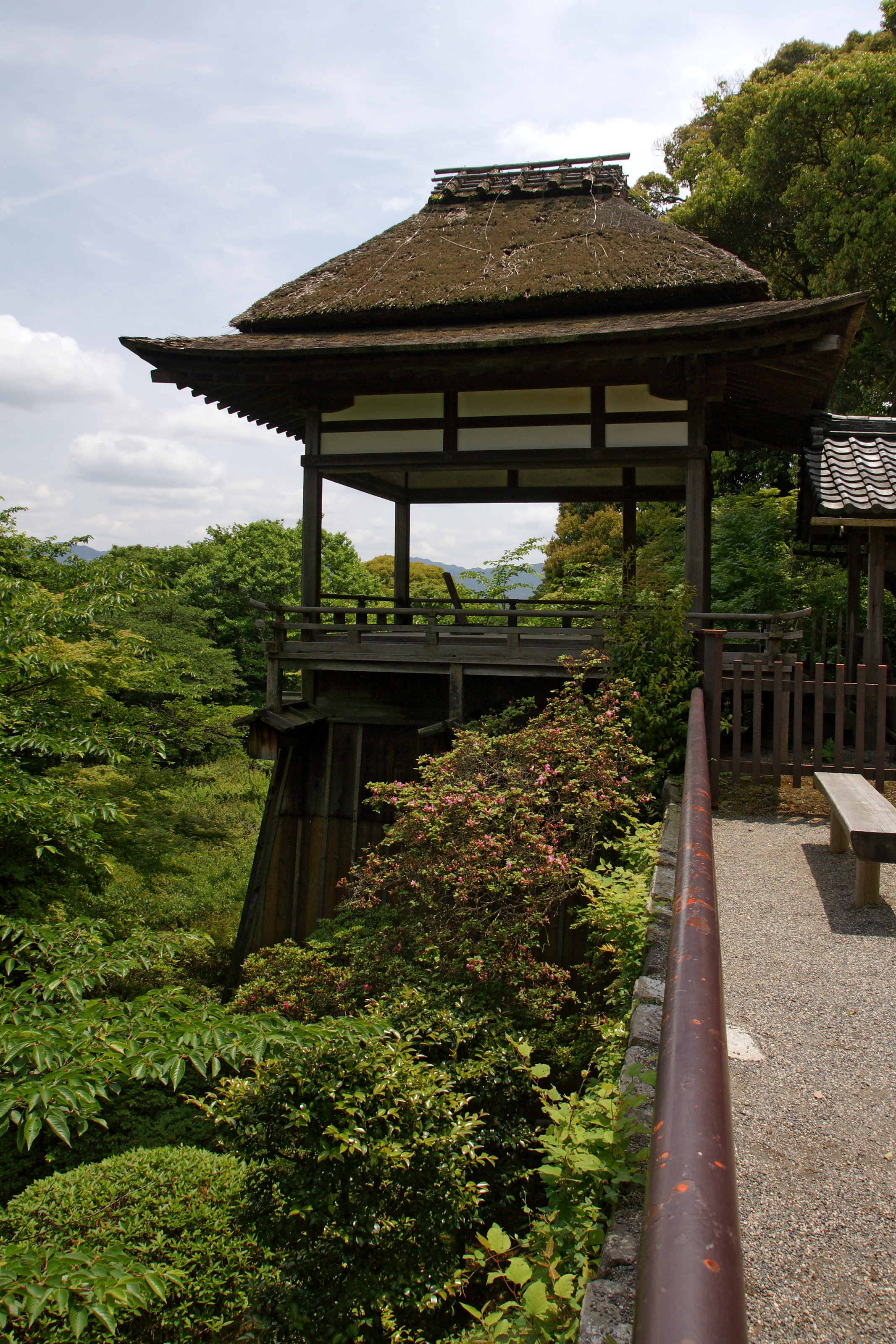
Mondblick-Pavillon mit dem Biwa-See im Rücken

Ishiyama-dera (japanisch 石山寺) ist ein buddhistischer Tempel in der Stadt Ōtsu. Er ist einer der 33 Tempel an dem Saigoku-Pilgerweg.

## Überblick
Der Tempel wurde um das Jahr 762 vom Priester Rōben errichtet. Zunächst gehörte der Tempel der Kegon-Richtung des Tōdai-ji an, wechselte in der mittleren Heian-Zeit dann zum Shingon und genoss große Verehrung des Kaiserhauses und des Hofadels. Die Hofdame Murasaki Shikibu soll dort in einer Klause um das Jahr 1000 den Roman, der als Genji Monogatari in die Literaturgeschichte eingegangen ist, verfasst haben.
Der Tempelbezirk schließt einen Hang mit auffallend geformten Felsen aus Wollastonit (jap. Keikaiseki), ein Kalziumsilikat, der ein Nationales Naturdenkmal im Rahmen des Kulturgutschutzgesetzes ist. Dies spiegelt sich wiederum im Namen „Felsberg-Tempel“ wider. Der Tempel steht am Hang auf einem Holzgerüst, ähnlich wie der Kiyomizu-dera in Kyoto, wenn auch nicht ganz so groß. Das derzeitige Gebäude (Nationalschatz) wurde 1602 von Yodogimi, der Mutter Toyotomi Hideyoris, gestiftet. Verehrt wird die Nyoirin-Kannon (如意輪観音).
Die Pagode auf der Anhöhe darüber im Tahōtō-Stil (Nationalschatz) stammt aus der Kamakura-Zeit; sie wurde von Minamoto no Yoritomo gestiftet. Aus der Kamakura-Zeit stammt auch das Ishiyamadera engi (石山寺縁起; 7 Bildrollen), ein Bericht über die Bau- und Verehrungsgeschichte des Tempels.
Auf der Anhöhe mit Blick auf den Biwa-See befindet sich der Pavillon Tsukimi-tei (月見亭, „Mondblick-Pavillon“). Der Blick von dort auf den Herbstmond über dem Biwasee ist als eine der Acht Ansichten des Biwa-Sees in die Kunst eingegangen, obwohl der Tempel nicht am See, sondern am Setagawa liegt, dem Ausfluss des Sees, der dann im weiteren Verlauf Ujigawa heißt.

## Galerie

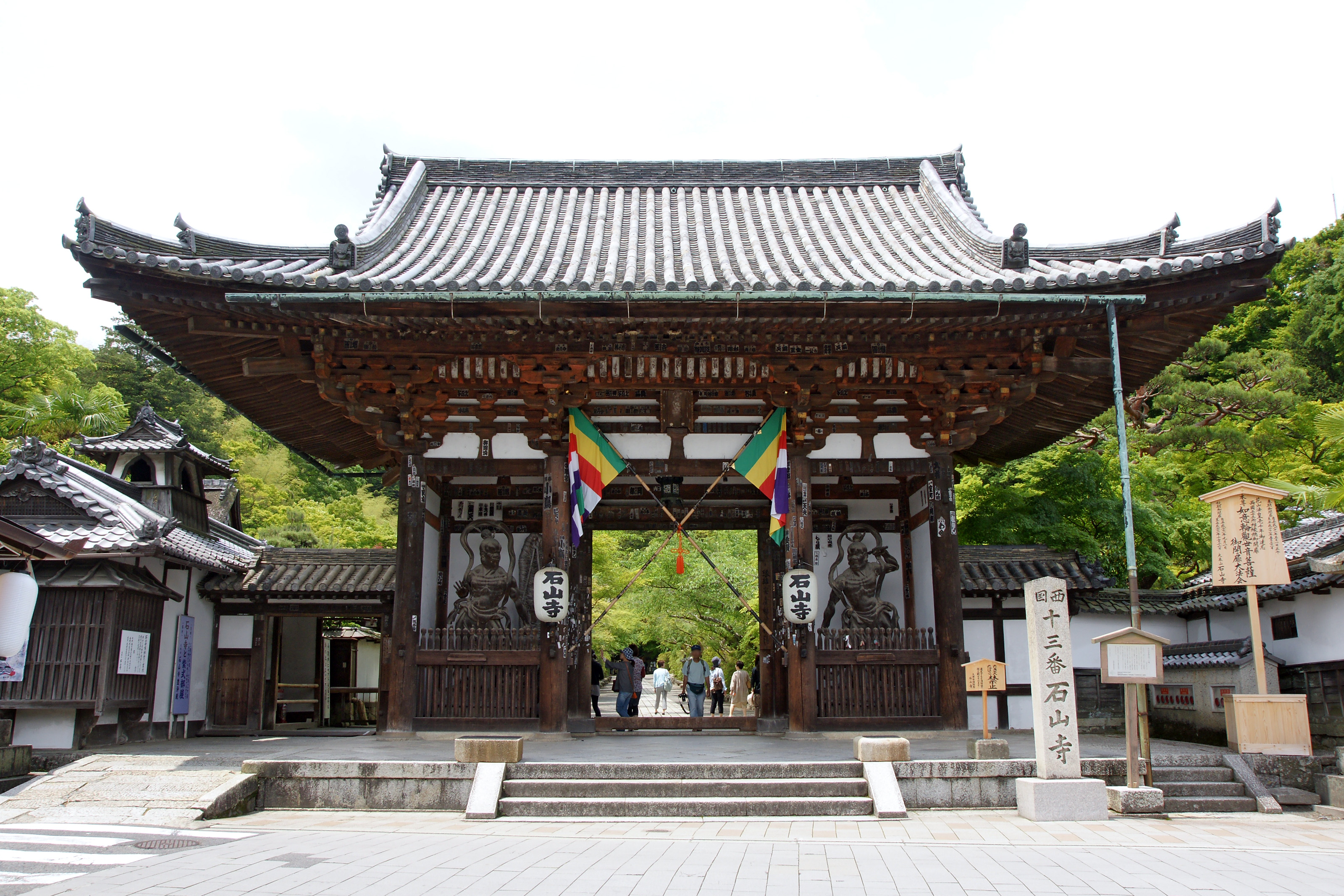
Tempeltor (Higashi Daimon) (Wichtiges Kulturgut)
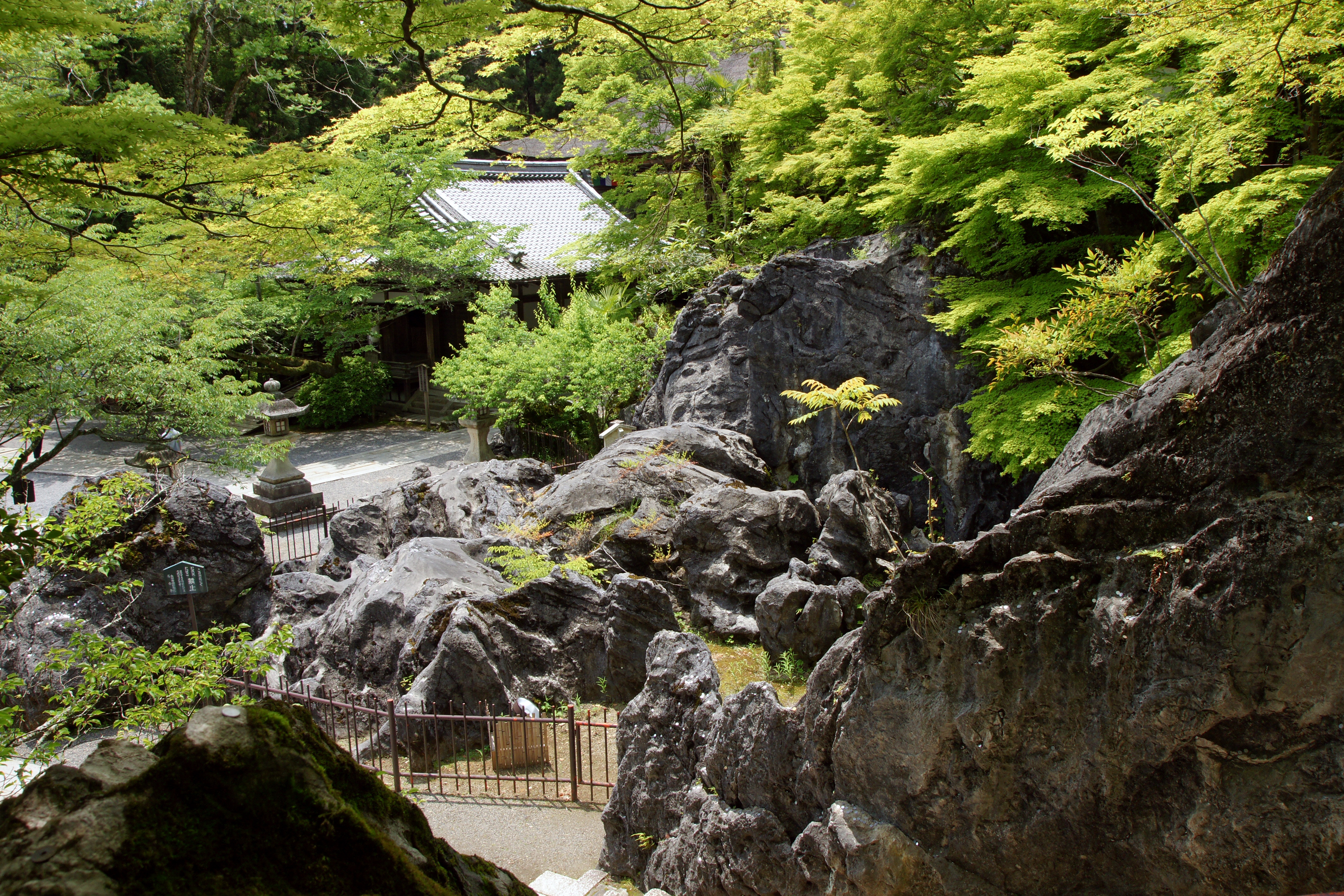
Wollastonit-Hang (Naturdenkmal)
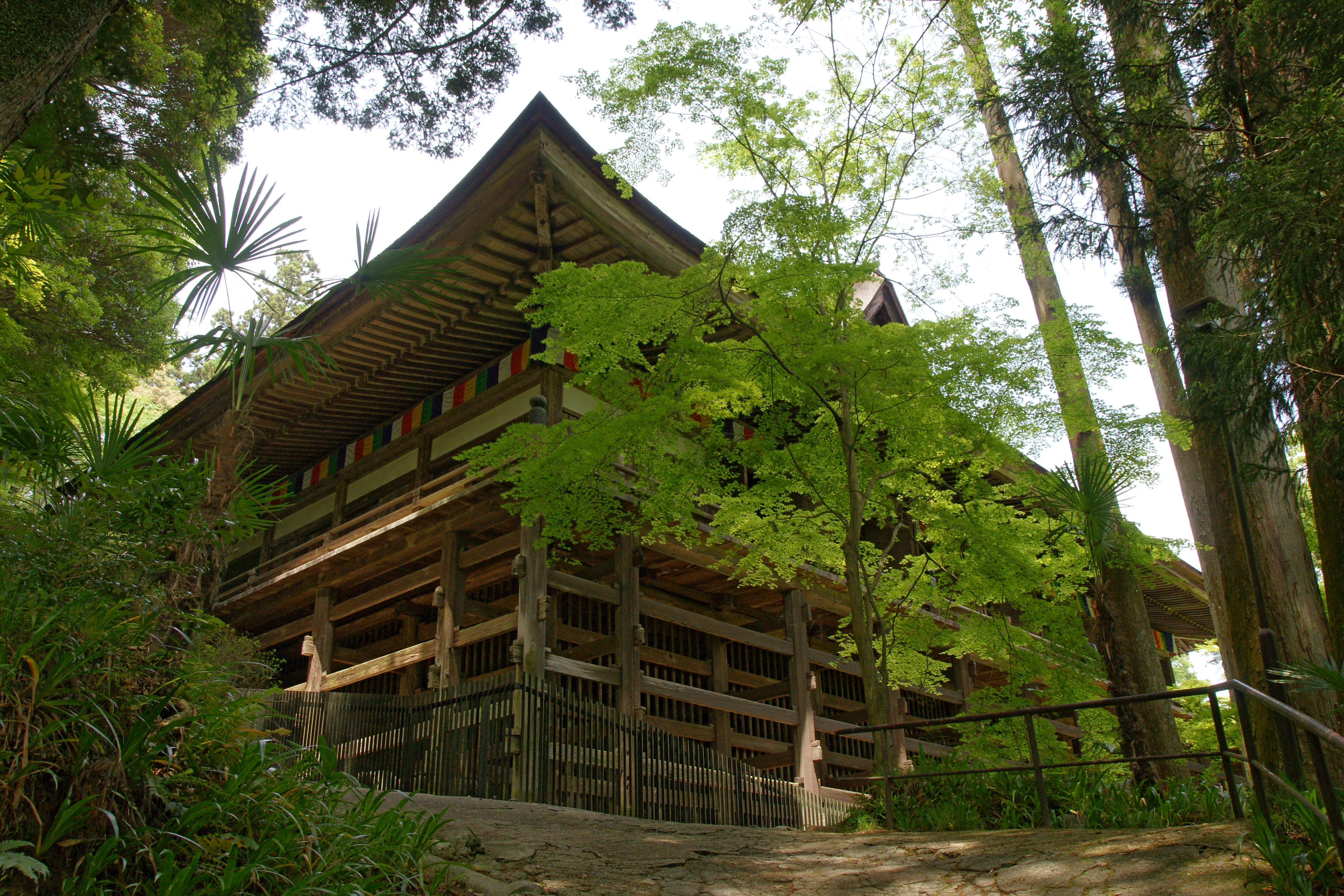
Der Tempel am Hang
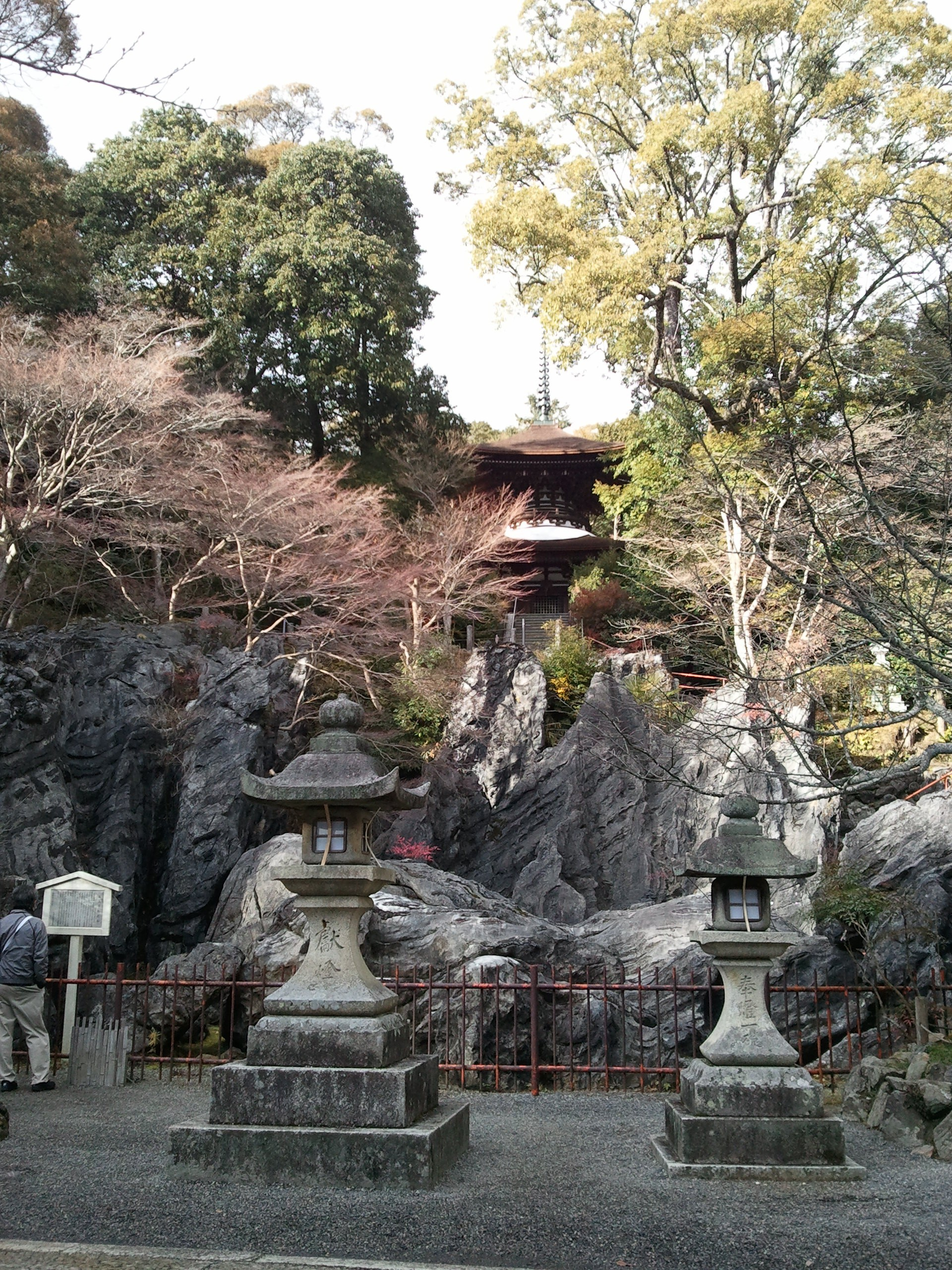
Blick über die Felsen zur Pagode
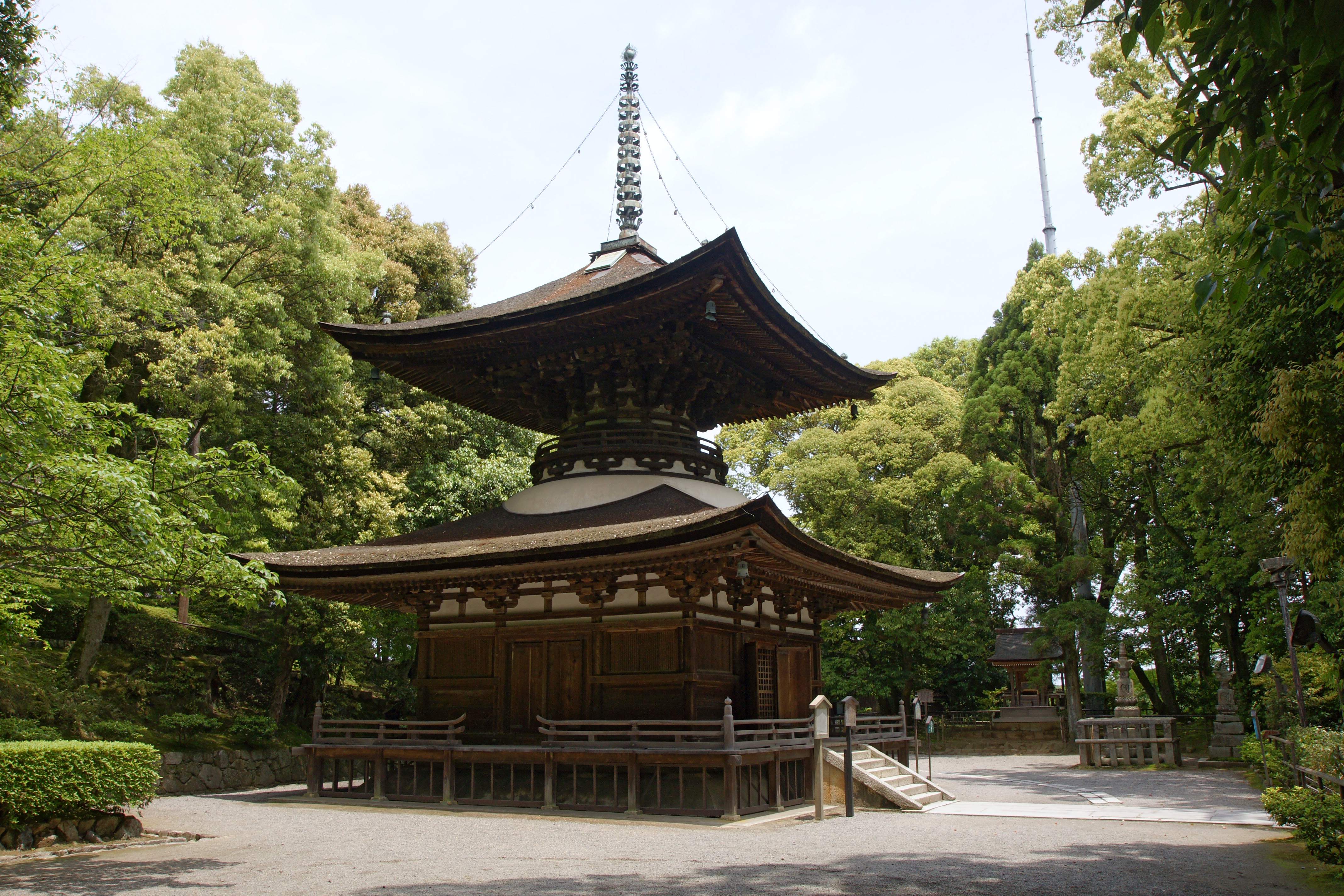
Die Schatzpagode
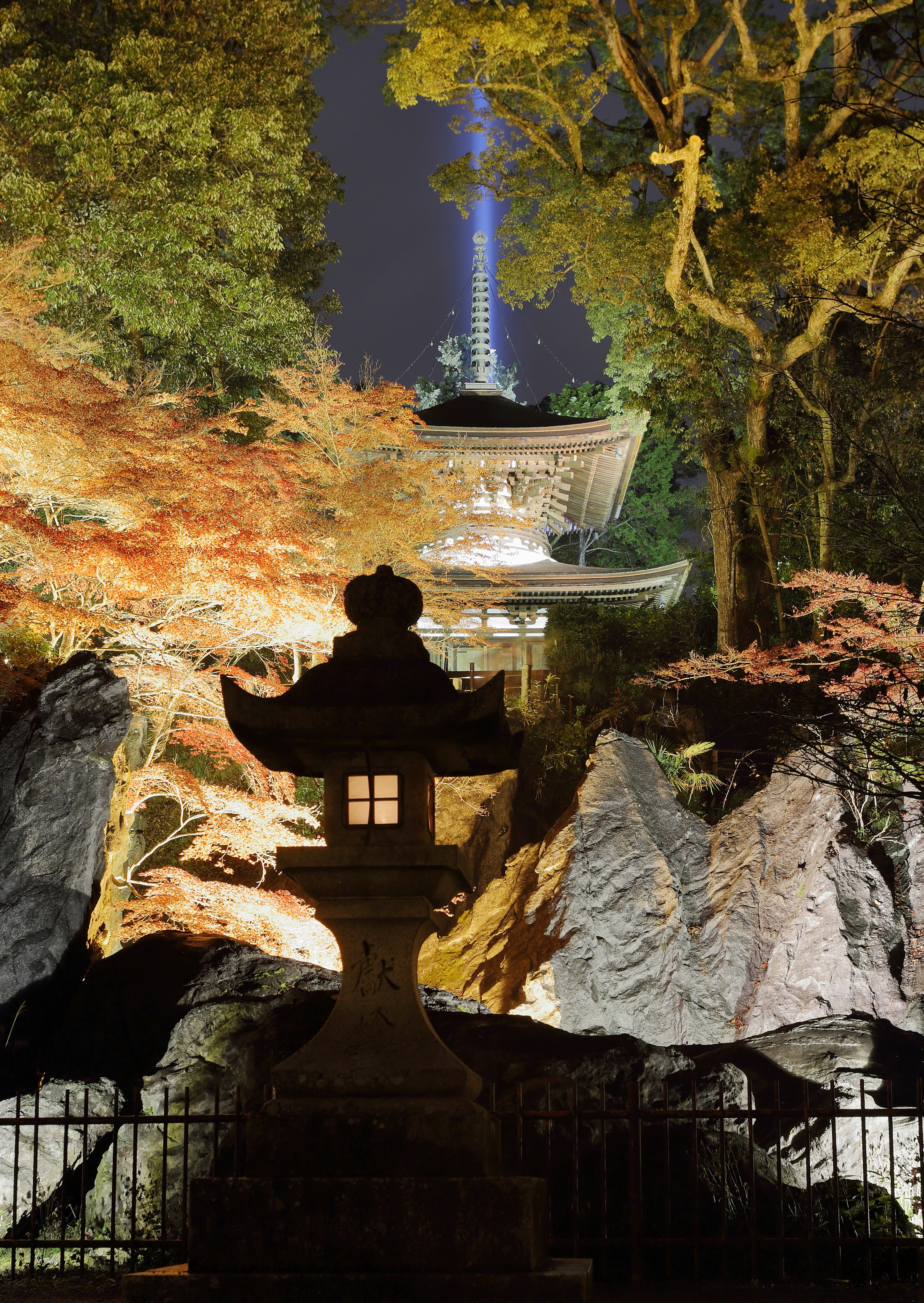
Nächtliche Illumination im Herbst